# Wohnhaus Dresdner Straße 251

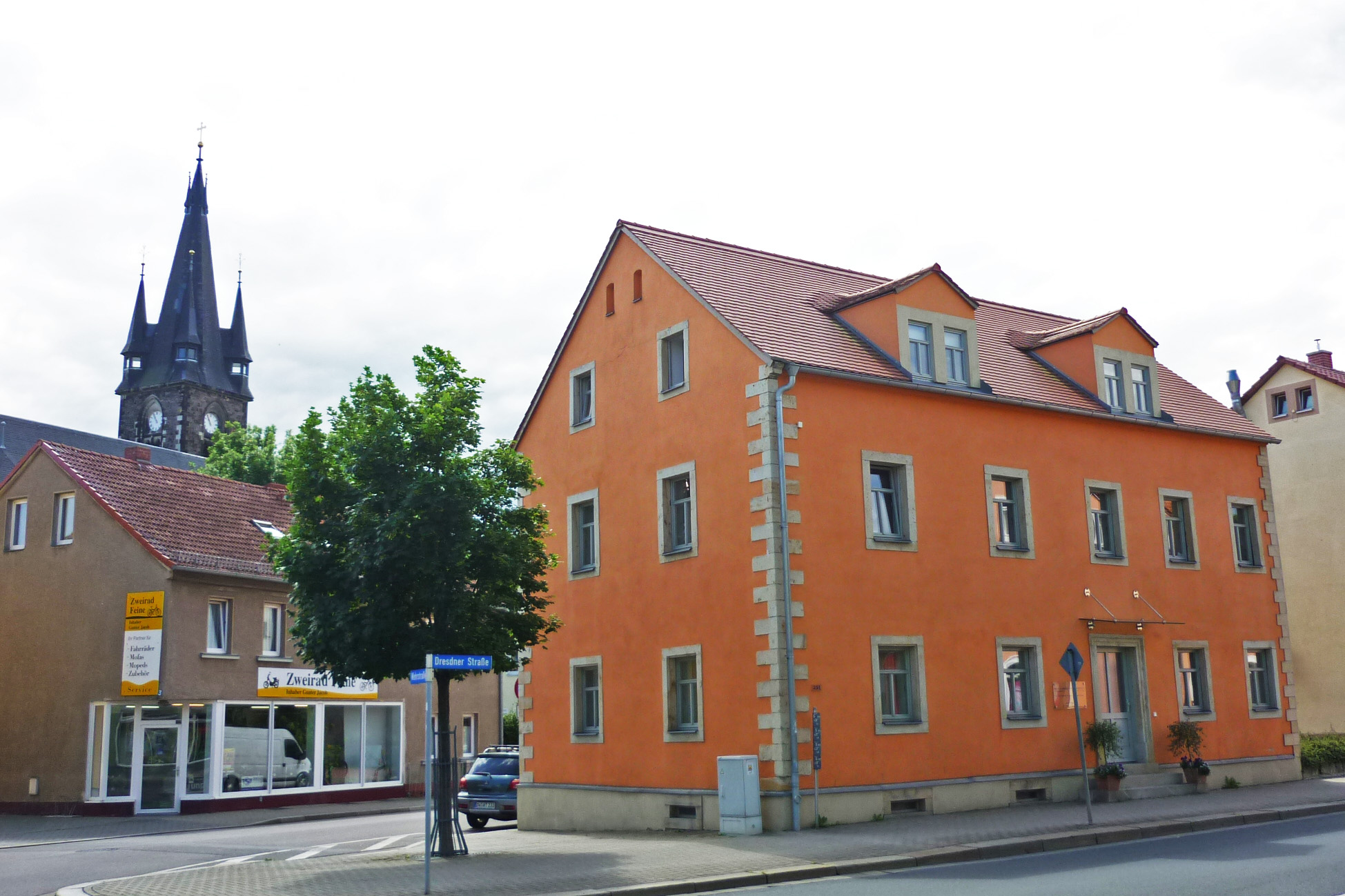
Ansicht von der Dresdner Straße, links die Wehrstraße (2014)

Das Wohnhaus Dresdner Straße 251 ist ein denkmalgeschütztes Gebäude im Freitaler Stadtteil Deuben. Es stammt aus der Mitte des 19. Jahrhunderts und beherbergte als ehemalige „Garküche“ lange Zeit Gastronomiebetriebe.

## Lage und Baubeschreibung
Gelegen ist das Haus an der Dresdner Straße auf dem Eckgrundstück zur Wehrstraße, die dort in Richtung Süden zur Krönertstraße abzweigt. Es hat eine im Wesentlichen rechteckige Grundfläche von 9 × 13 Metern, die Front befindet sich an der Dresdner Straße. An der Rückseite zur Wehrstraße befinden sich flache Anbauten und das Treppenhaus. Das Haus hat Keller-, Erd- und Obergeschoss sowie ein Dachgeschoss, das mit einem Satteldach abgeschlossen wird. Zur Dresdner Straße befinden sich zwei Giebelgauben.
Ursprünglich befand sich das Gebäude in halboffener Bebauung, ein gleichhoher Anbau im Süden sowie ein Flachbau zur Nr. 253 wurden abgebrochen. Aufgrund ihrer ortshistorischen Bedeutung ist die ehemalige Garküche in die Kulturdenkmalliste aufgenommen worden.

## Geschichte
Im August 1860 erhielt der Fleischermeister Friedrich August Schneider die Konzession für die öffentliche Ausgabe von Speisen zur Straße hin ohne Sitzen im Haus, woraus sich der Name Garküche, der auch andernorts verbreitet war, ableitet. Der Ausschank war zunächst nur an Fuhrleute erlaubt, ab 1877 konnte die Garküche an jedermann ausschenken. Sie wechselte in der Folge mehrmals den Besitzer und wurde vielfach baulich erweitert. Später war auch die Einrichtung einer Gaststube zulässig, der Name „Garküche“ blieb im Volksmund aber erhalten. Angeschlossen war auch eine Fleischerei.
Der Gastronomiebetrieb wurde bis um die Jahrtausendwende aufrechterhalten, danach stand das Gebäude leer. In den Jahren 2006 bis 2008 wurde das Haus von privat mit öffentlichem Zuschuss umfangreich saniert und Teile wurden abgebrochen. Es erhielt dabei eine auffällige orange Farbe, die Fassadenelemente an den Ecken blieben jedoch erhalten.